# Et tout le reste n'est que silence
Pour plus de détails, voir Fiche technique et Distribution.
Et tout le reste n'est que silence (titre original : Der Rest ist Schweigen) est un film allemand réalisé par Helmut Käutner sorti en 1959.
Il s'agit de l'adaptation contemporaine de Hamlet de William Shakespeare dont le dernier vers donne son titre au film.
Le film fait partie de la sélection de la Berlinale 1959.

## Synopsis
En 1959, dans la Ruhr, John H. Claudius est l'héritier de l'aciérie Claudius et a vécu de nombreuses années aux États-Unis. Au cours des derniers jours de la guerre, son père est mort lors d'un bombardement. Cependant, John doute de l'histoire de la mort, croyant que son père a été assassiné. À son retour dans la Ruhr, sa mère Gertrud est mariée à son oncle Paul. La relation entre John et son beau-père est caractérisée par une méfiance mutuelle. Quand les amis de John, Mike R. Krantz et Stanley Goulden, viennent dans la ville avec leur compagnie de ballet, il veut utiliser leur aide pour prouver que l'oncle Paul est l'assassin de son père. Ils jouent un ballet dans lequel ils mettent en scène le meurtre du père de John. Mais John n'a aucune preuve du meurtre et est déclaré fou par Paul et Gertrud. Le Dr. von Pohl publie un rapport correspondant dans lequel John doit être amené dans une institution fermée. Mais John comprend ce que cache l'intrigue.

## Fiche technique
- Titre : Et tout le reste n'est que silence
- Titre original : Der Rest ist Schweigen
- Réalisation : Helmut Käutner assisté d'Erica Balqué
- Scénario : Helmut Käutner
- Musique : Bernhard Eichhorn
- Direction artistique : Albrecht Becker, Herbert Kirchhoff
- Costumes : Anneliese Ludwig, Erna Sander
- Photographie : Igor Oberberg
- Son : Werner Schlagge
- Montage : Klaus Dudenhöfer (de)
- Production : Harald Braun, Helmut Käutner, Wolfgang Staudte
- Sociétés de production : Freie Film Produktion
- Société de distribution : Europa-Filmverleih AG
- Pays de production :  Allemagne de l'Ouest
- Langue : allemand
- Format : Noir et blanc - 1,33:1 - Mono - 35 mm
- Genre : Drame
- Durée : 106 minutes
- Dates de sortie :
  - Allemagne de l'Ouest : 22 juillet 1959.
  - France : 1er décembre 1962[1].

## Distribution
- Hardy Krüger : John H. Claudius
- Peter van Eyck : Paul Claudius
- Ingrid Andree : Fee von Pohl
- Adelheid Seeck : Gertrud Claudius
- Rudolf Forster : Dr. von Pohl
- Boy Gobert : Mike R. Krantz
- Rainer Penkert : Major Horace
- Heinz Drache : Herbert von Pohl
- Charles Regnier : Inspecteur Fortner
- Richard Allan : Stanley Goulden
- Robert Meyn : Dr. Voltmann
- Erwin Linder (de) : Le directeur
- Reinhold Nietschmann (de) : Le directeur Cornelius
- Josef Sieber : Le gardien de l'usine
- Werner Schumacher (de) : Le conducteur de machines
- Balduin Baas (de) : Le secrétaire
- Joachim Wolff (de) : Le premier gardien de cimetière
- Erich Weiher (de) : Le second gardien de cimetière
- Gustl Busch (de) : La tenancière de bar
- Helmut Käutner: Un client saoul
- Siegfried Schürenberg : Johannes Claudius

## Source de la traduction
- (de) Cet article est partiellement ou en totalité issu de l’article de Wikipédia en allemand intitulé « Der Rest ist Schweigen (Film) » (voir la liste des auteurs).